# Cycle des Seuils
 (juin 2024).
La mise en forme du texte ne suit pas les recommandations de Wikipédia : il faut le « wikifier ».
Les points d'amélioration suivants sont les cas les plus fréquents. Le détail des points à revoir est peut-être précisé sur la page de discussion.
- Les titres sont pré-formatés par le logiciel. Ils ne sont ni en capitales, ni en gras.
- Le texte ne doit pas être écrit en capitales (les noms de famille non plus), ni en gras, ni en italique, ni en « petit »…
- Le gras n'est utilisé que pour surligner le titre de l'article dans l'introduction, une seule fois.
- L'italique est rarement utilisé : mots en langue étrangère, titres d'œuvres, noms de bateaux, etc.
- Les citations ne sont pas en italique mais en corps de texte normal. Elles sont entourées par des guillemets français : « et ».
- Les listes à puces sont à éviter, des paragraphes rédigés étant largement préférés. Les tableaux sont à réserver à la présentation de données structurées (résultats, etc.).
- Les appels de note de bas de page (petits chiffres en exposant, introduits par l'outil «  Source ») sont à placer entre la fin de phrase et le point final[comme ça].
- Les liens internes (vers d'autres articles de Wikipédia) sont à choisir avec parcimonie. Créez des liens vers des articles approfondissant le sujet. Les termes génériques sans rapport avec le sujet sont à éviter, ainsi que les répétitions de liens vers un même terme.
- Les liens externes sont à placer uniquement dans une section « Liens externes », à la fin de l'article. Ces liens sont à choisir avec parcimonie suivant les règles définies. Si un lien sert de source à l'article, son insertion dans le texte est à faire par les notes de bas de page.
- La présentation des références doit suivre les conventions bibliographiques. Il est recommandé d'utiliser les modèles {{Ouvrage}}, {{Chapitre}}, {{Article}}, {{Lien web}} et/ou {{Bibliographie}}. Le mode d'édition visuel peut mettre en forme automatiquement les références.
- Insérer une infobox (cadre d'informations à droite) n'est pas obligatoire pour parachever la mise en page.

Pour une aide détaillée, merci de consulter Aide:Wikification.
Si vous pensez que ces points ont été résolus, vous pouvez retirer ce bandeau et améliorer la mise en forme d'un autre article.
Le Cycle des Seuils est une série de romans de science-fiction écrite par Stephen R. Donaldson, un auteur plus généralement connu pour ses œuvres de fantasy épique. La série a été initialement publiée entre 1991 et 1996 par Bantam Books et a été réimprimée par Gollancz en 2008 au Royaume-Uni. Au travers des tomes de la série, Donaldson délivre une adaptation libre de l'Anneau du Nibelungen de Wagner composés entre 1849 et 1876.

## Thématiques
Les romans se déroulent dans un futur où les humains ont investi l’espace afin de poursuivre des objectifs commerciaux. La série suit deux arcs narratifs simultanés:
- Le premier concerne un enseigne de l'United Mining Companies Police (UMCP), Morn Hyland, qui tente de survivre malgré sa capture par un maraudeur nommé Angus Thermopyle.
- Le second suit le sort de trois personnes touchés par les manœuvres politiques du chef de l'UMCP, le directeur Dios, alors qu'il tente de contrecarrer les machinations de son patron, le PDG de United Mining Companies (UMC), Holt Fasner.

## Livres de la série
Le Cycle des Seuils est composé de cinq tomes dont seuls les trois premiers bénéficient d'une traduction en français.
1. Au Seuil du Conflit : La Véritable Histoire, Bantam/Spectra, 1990
2. Au Seuil de la Vision : Le Savoir Interdit, Bantam/Spectra, 1991
3. Au Seuil du pouvoir : L'éveil du Dieu Noir, Bantam/Spectra, 1992
4. The Gap into Madness: Chaos and Order , Bantam/Spectra, 1994
5. The Gap into Ruin : This Day All Gods Die, Bantam/Spectra, 1996

## Origines
Selon la postface de l'auteur dans Au Seuil du Conflit:  La Véritable Histoire (1990), la série était initialement conçue comme une nouvelle dans laquelle les personnages représentant le méchant, la victime et le sauveur changeaient de place au cours du récit. Lorsque Donaldson a trouvé le résultat insatisfaisant, le livre a été mis de côté jusqu'à ce qu'il se tourne vers une adaptation libre de L'Anneau du Nibelungen de Wagner, située le même univers dans laquelle les personnages du premier roman se voient attribués les rôles des personnages de l'opéra de Wagner.